# ДОТ № 186 (КиУР)

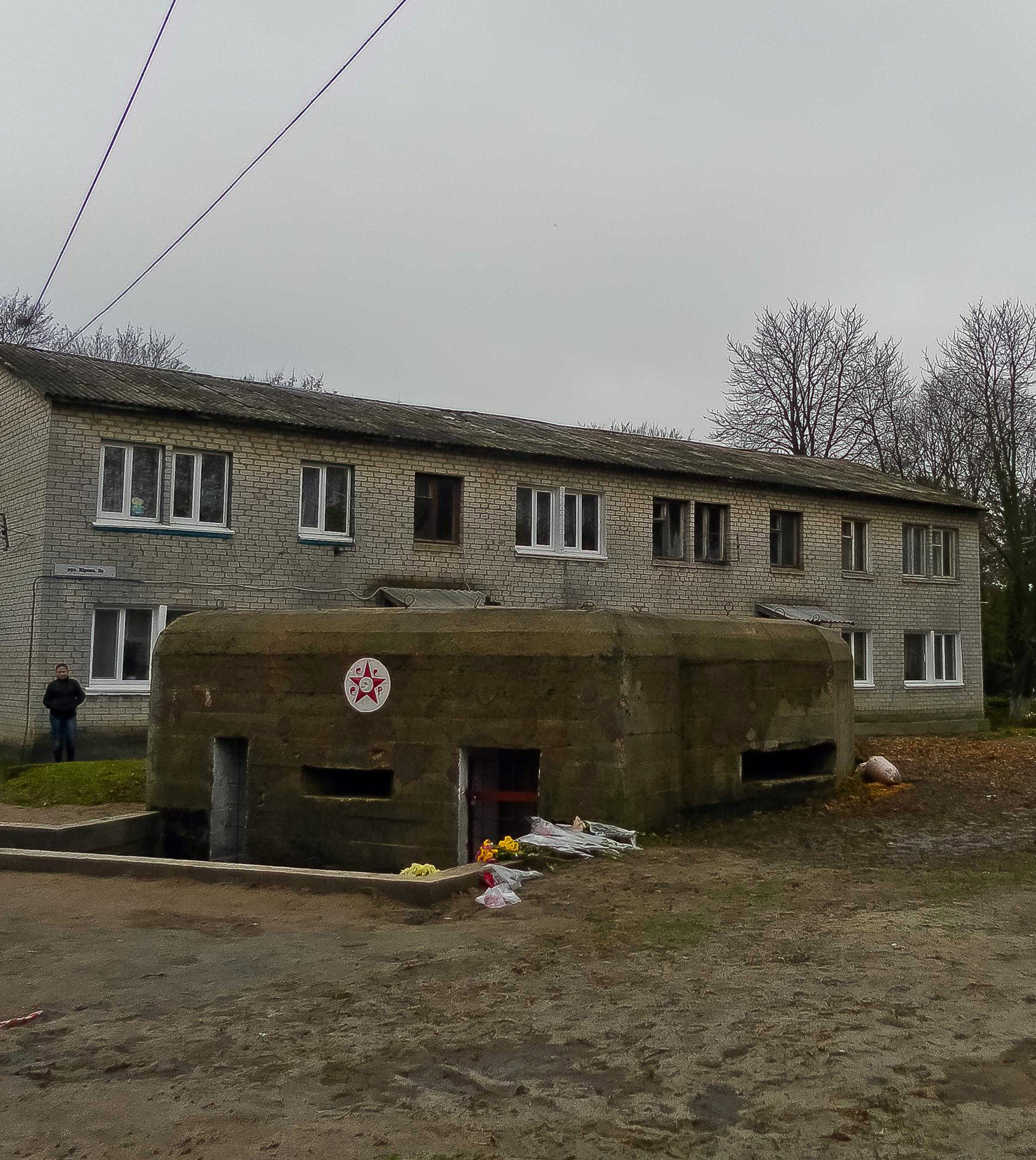
ДОТ № 186

50°20′25″ пн. ш. 30°25′40″ сх. д. / 50.34028° пн. ш. 30.42778° сх. д.
ДОТ № 186 — довготривала оборонна точка Київського укріпленого району в селищі Чабани поблизу Києва. Збудована 1930 року, добре збереглася і 2012 року на її основі було створено музей. Пам'ятка історії, науки і техніки місцевого значення № 513/58-Ко.

## Історія
ДОТ № 186 був споруджений між першою та другою лініями оборони Київського укріпленого району. Він належав до 7-го батальйонного району оборони. 1941-го входив до складу опорного пункту «Крим». ДОТ захищала 4-та рота 28-го окремого кулеметного батальйону під командуванням капітана Івана Євсійовича Кіпаренка.

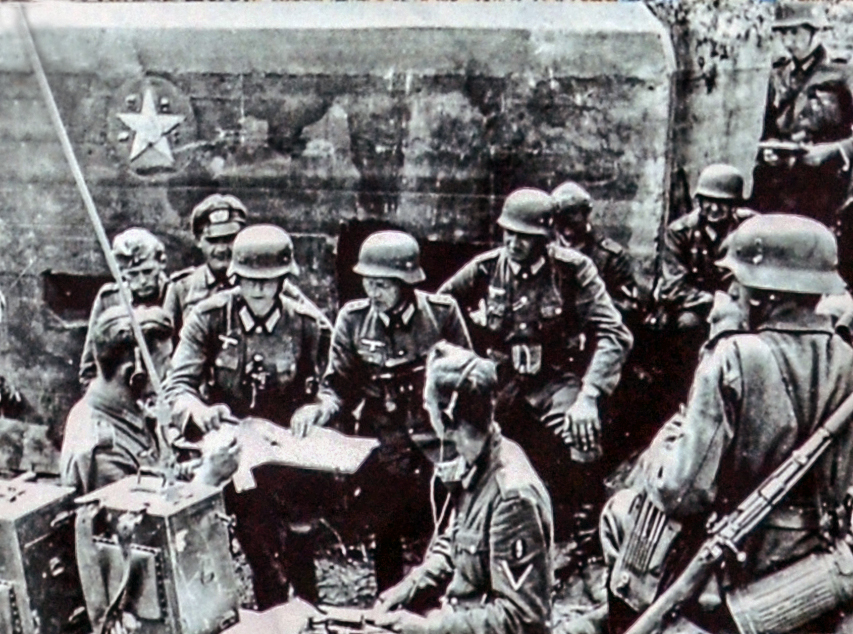

Під час оборони Києва в цій місцевості були жорстокі бої і вона переходила з рук в руки до 10 разів. Збереглися фотографії ДОТа № 186, зроблені під час війни, на деяких з яких його оточують німецькі вояки.
Стіни ДОТа витримали воєнні обстріли. Хоча й укритий вибоїнами від куль та снарядів, він не зруйнувався і з 1960-х років використовувався місцевими мешканцями, як господарська споруда.
2012 року активісти Міжнародної асоціації дослідників фортифікації «Цитадель» зробили в ДОТі ремонт, відновили частину обладнання і відкрили в ньому музей.

## Опис
У наш час ДОТ № 186 оточують житлові будинки. Він розташований біля будинку 3а по вулиці Покровській (колишній Кірова).
ДОТ розрахований на 10-15 людей і має клас стійкості «М1». Його стіни товщиною 1,5 метри та перекриття товщиною 1,2 метра можуть витримати пряме влучення 203-міліметрового снаряду. ДОТ одноповерховий, має чотири бойові каземати з однією амбразурою в кожному, вхідний блок з додатковою амбразурою прострілювання тилу та командирську рубку. На озброєнні ДОТа було 4 станкових кулемета «Максим» і один (за іншими джерелами 3) ручних кулемета «ДП» або «ДТ» У цьому ДОТі збереглися деякі елементи обладнання, яких не збереглося в жодних або майже жодних інших.

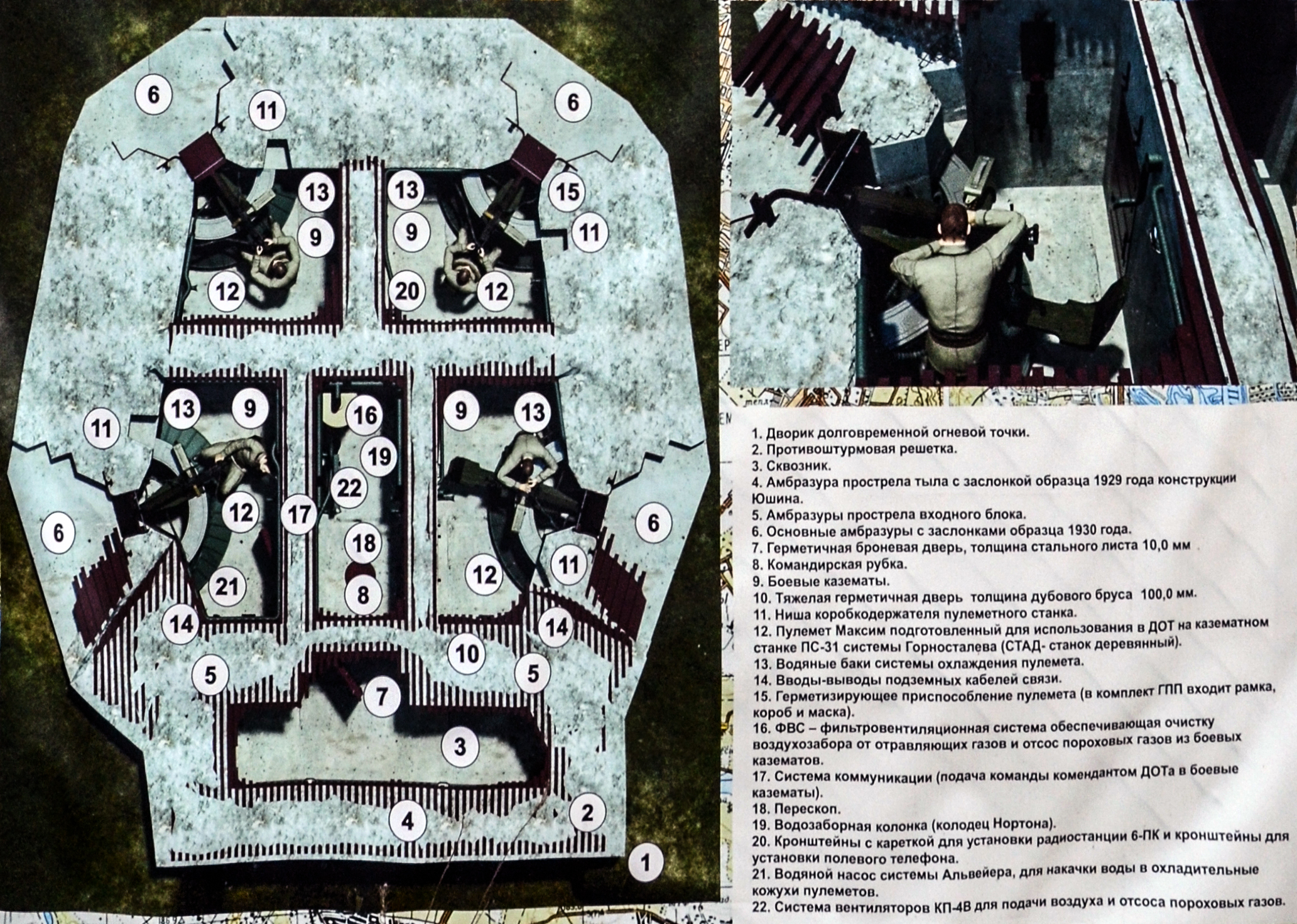
Внутрішнє планування ДОТу
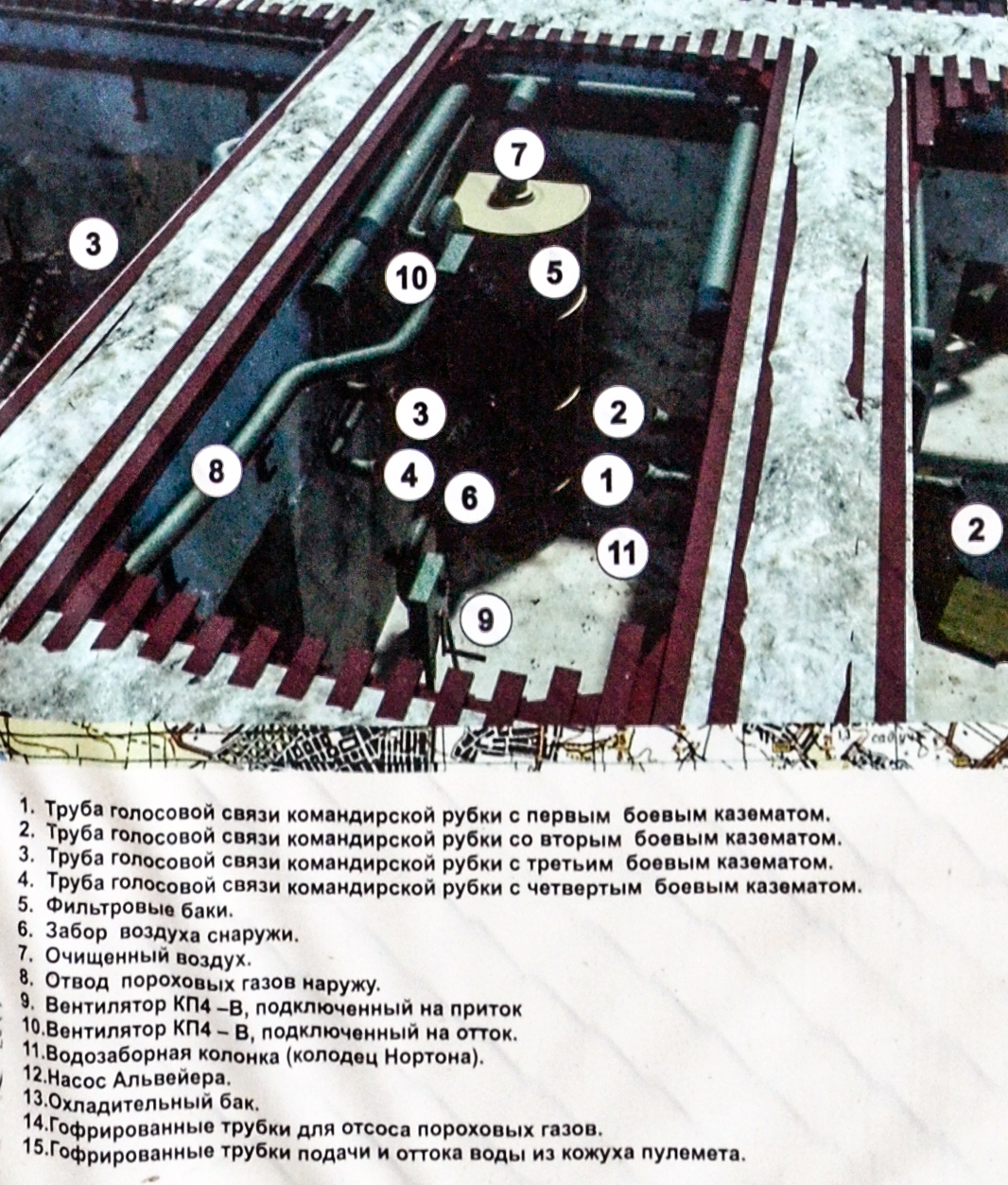
Фільтрувальна установка
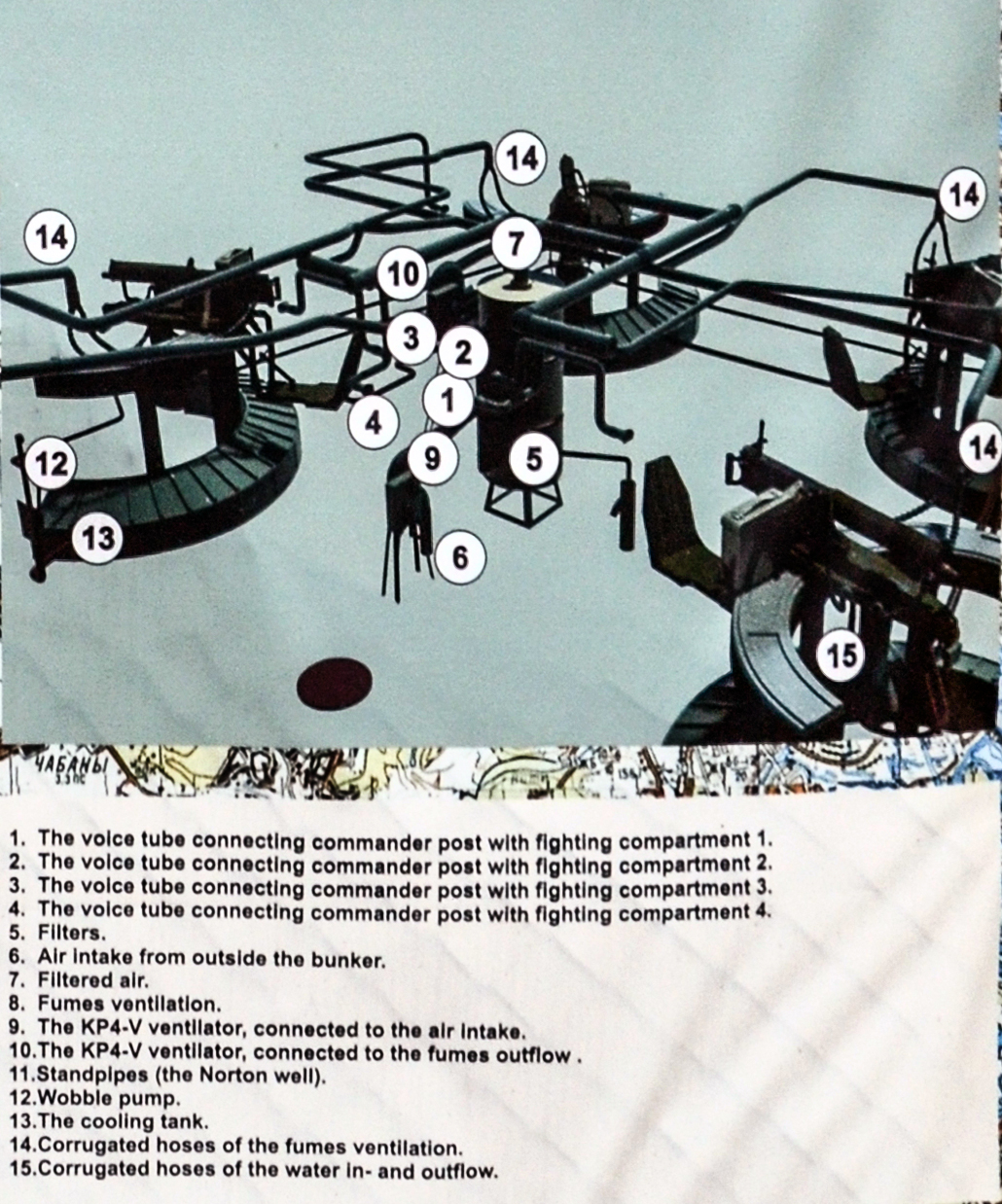
Система охолодження кулеметів
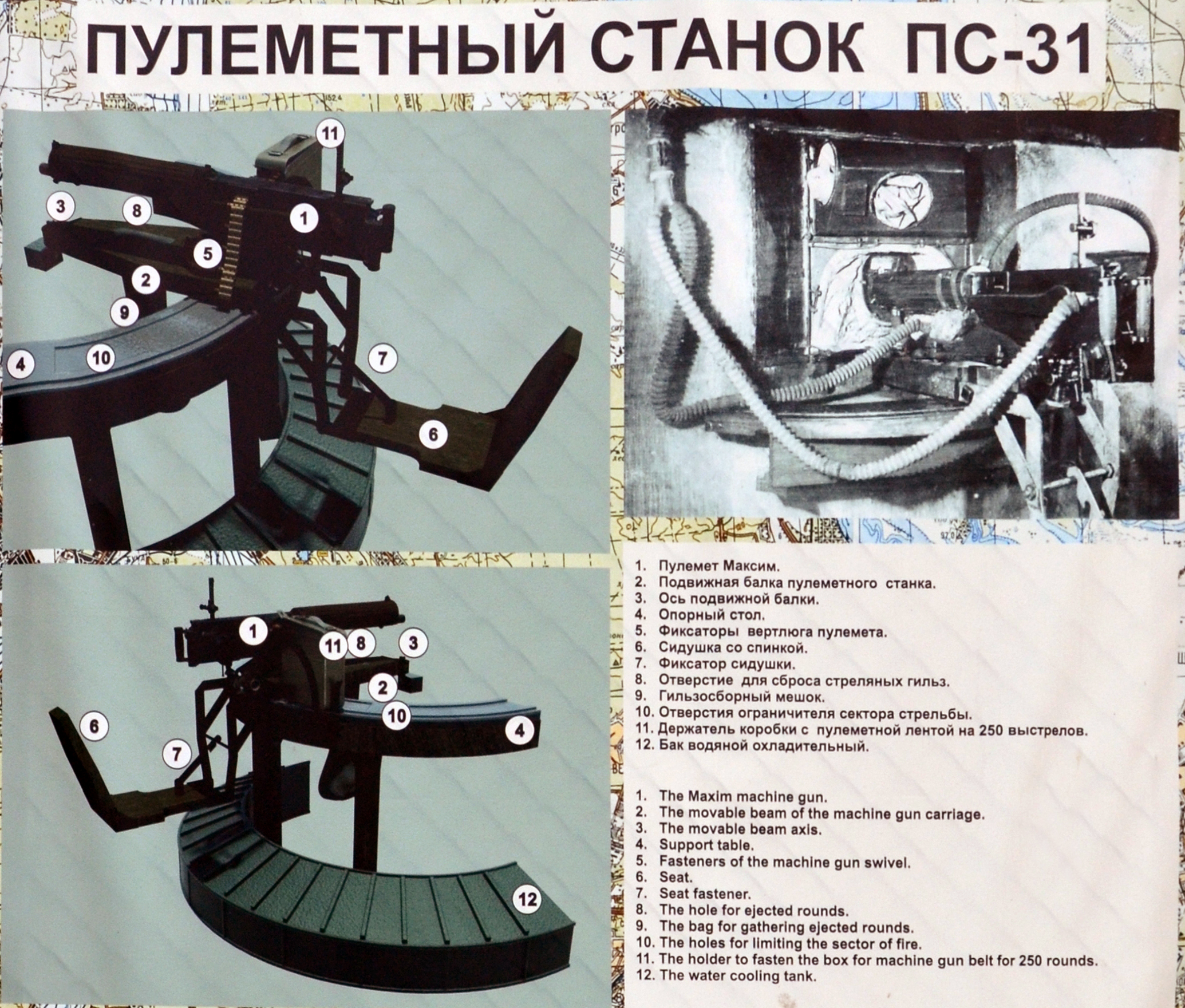
Схема кулеметного станка ПС-31

## Охоронний статус
2010 року Міністерство культури України надало ДОТу № 186 статус пам'ятки історії, науки і техніки, під охоронним номером 513/58-Ко. До цього (згідно з даними за 2003 рік) він не входив у перелік пам'яток, що перебувають на обліку.

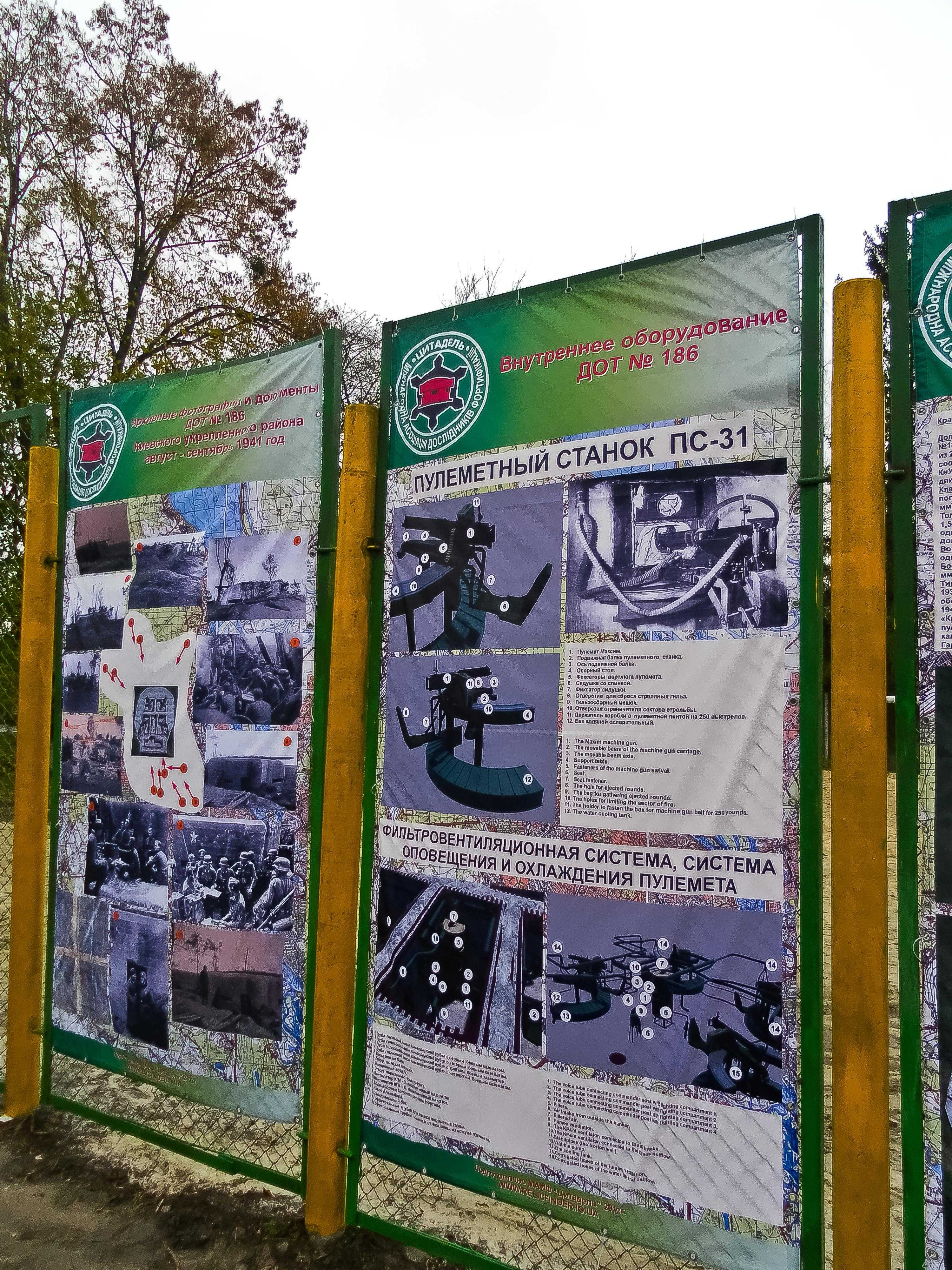
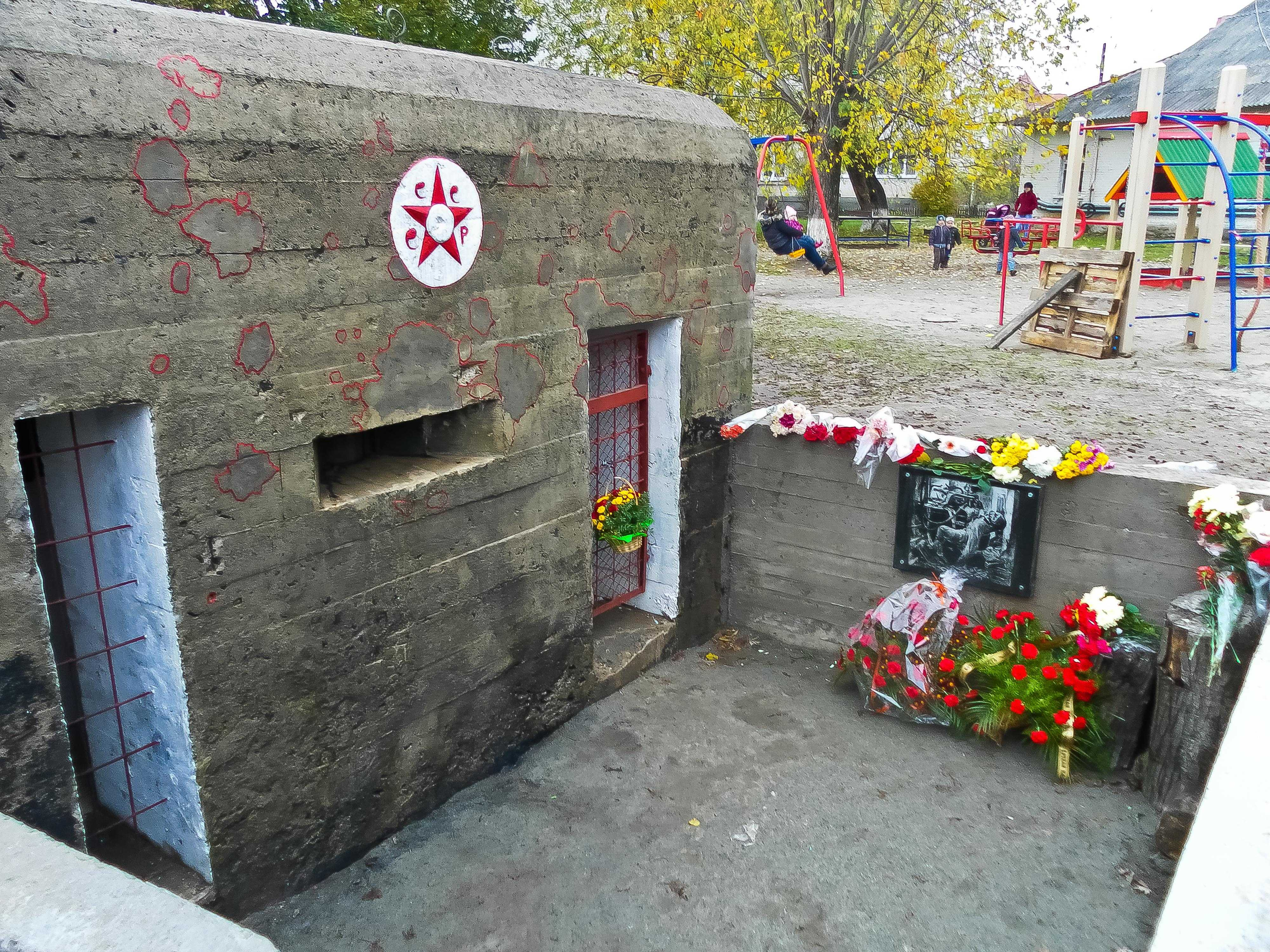
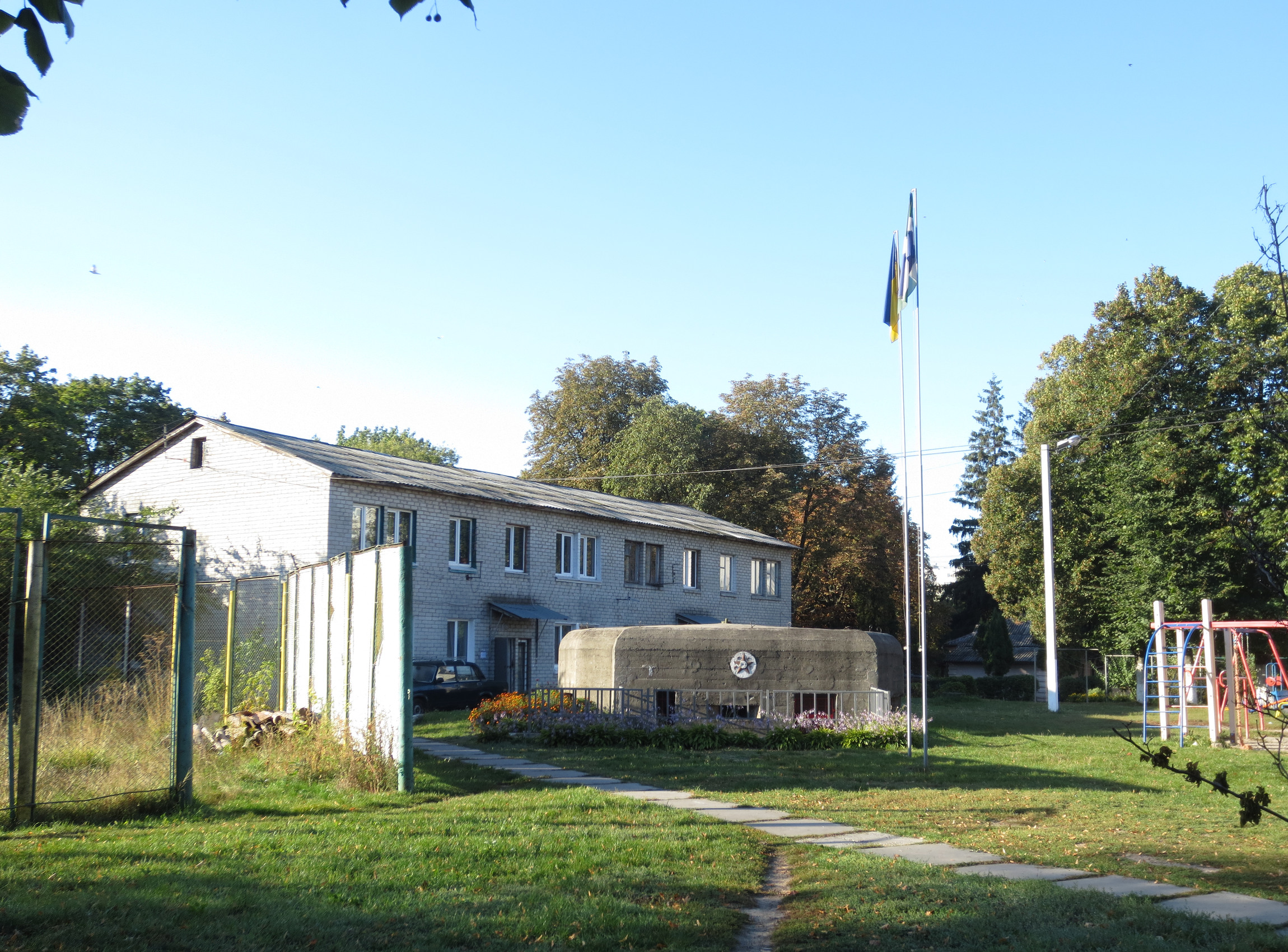
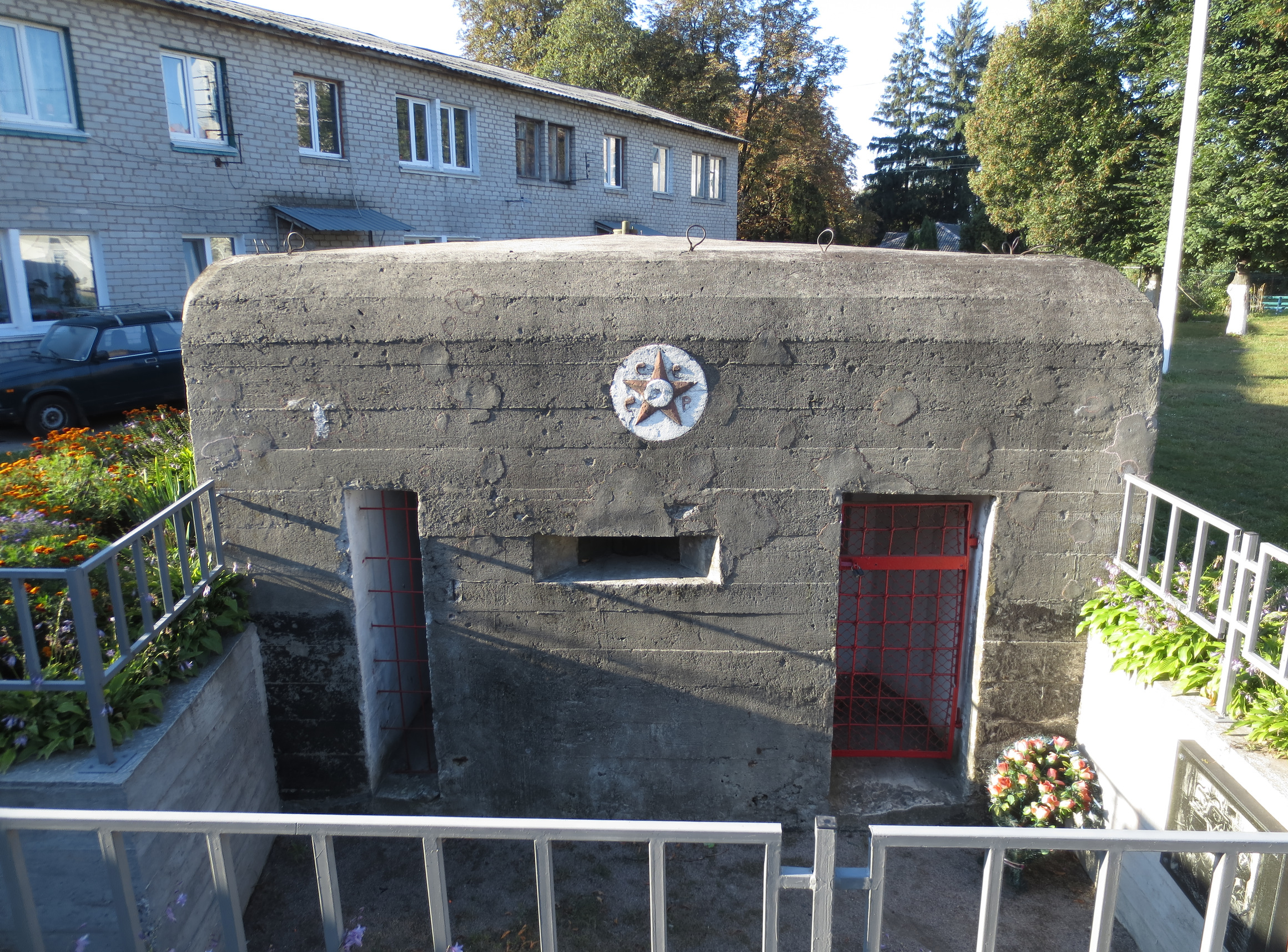